# Бабанская поселковая община
Бабанская поселковая община — это объединение территориальных общин, расположенное в Уманском районе Черкасской области Украины.

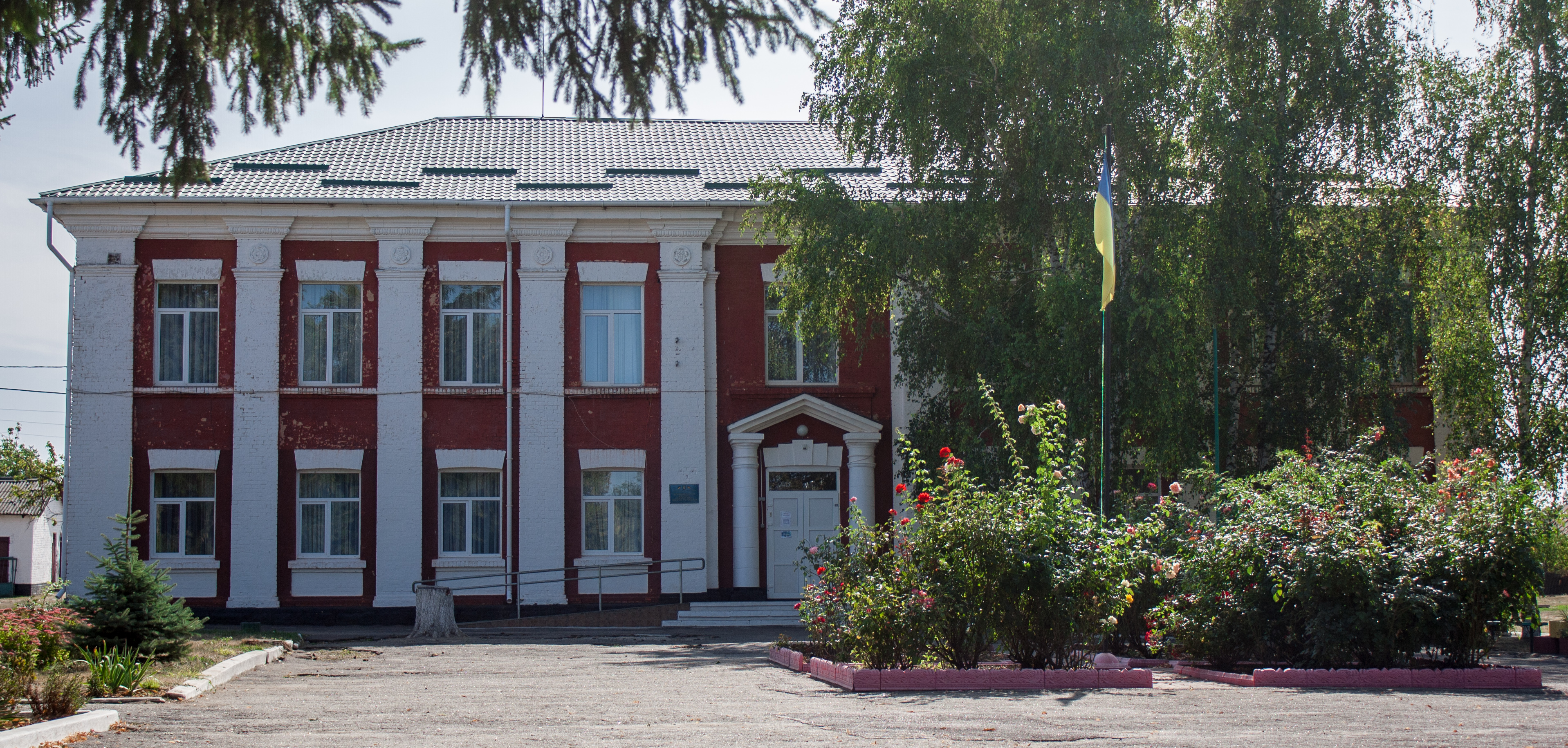
Здание в Бабанке

## Географическое расположение и политика
Бабанская громада находится на юго-западе Черкасской области. Она включает в себя несколько населенных пунктов, среди которых наиболее известные — Поселок Бабанка, Села Легедзино и другие. Громада состоит из нескольких сельских советов, которые обеспечивают местное самоуправление. Административный центр — поселок Бабанка.

## Населенные пункты
Бабанская громада насчитывает 1 Поселок и 11 сел.

## Население
По данным на 2020 год, население громады составляет 6595 человек.
| Название         | Население 1989 год | Население 2001 год |
| ---------------- | ------------------ | ------------------ |
| Бабанка          | 2946               | 2541               |
| Аполянка         | 724                | 578                |
| Свинарка         | 479                | 439                |
| Оксанина         | 1487               | 1262               |
| Коржовый Кут     | 285                | 225                |
| Коржова          | 642                | 585                |
| Дубовая          | 665                | 589                |
| Ольшанка         | 253                | 215                |
| Ольшана-Слободка | 329                | 285                |
| Коржёвая слобода | 276                | 295                |
| Островец         | 519                | 458                |
| Роговая          | 638                | 537                |

## Инфраструктура
Через общину проходит трасса E50, которая ведет в Умань, либо же в соседнюю Кировоградскую область. Также через громаду проходит трасса Т-2416, по которой можно добраться в Умань, либо в Голованевск.